# أبو الحسن محمود علي (سياسي)
أبو الحسن محمود علي (من مواليد 6 فبراير 1943) هو وزير المالية الحالي في بنغلاديش والذي شغل أيضًا منصب برلماني ووزير في مجلس الوزراء بما في ذلك وزير خارجية بنغلاديش من 2013 إلى 2019. شغل سابقًا منصب وزير إدارة الكوارث والإغاثة من عام 2012 إلى عام 2013.

## نشأته وتعليمه
ولد علي في 6 فبراير 1943 في داكتاربارا، خمار بيشنوغانج (مكتب بريد تانغوا)، خانساما، منطقة ديناجبور (الآن في بنغلاديش). حصل على درجة البكالوريوس مع مرتبة الشرف (1962) ودرجة الماجستير في الاقتصاد (1963) من جامعة دكا. كان محاضرًا في الاقتصاد في جامعة دكا من عام 1964 إلى عام 1966.

## مواقفه السياسية
قدم أبو الحسن محمود علي انتقادات مُثيرة للجدل، حيث وجه انتقاده لأقلية الروهينجا في بنغلاديش، وذكر أنه يعتبر مسلمي راخين يشكلون تهديدًا للأمن القومي في بنغلاديش، خلال حديثه في البرلمان البنغلاديشي.

## حياته الشخصية
علي لديه زوجة وولدان.

## روابط خارجية
- موقع وزارة إدارة الكوارث والإغاثة
- رسم تخطيطي لحياة السيد محمود علي من وزارة إدارة الكوارث والإغاثة
- قائمة الوزارات (رابط الموقع العام، النسخة الإنجليزية متوفرة)